# جانيت دوس سانتوس
جانيت دوس سانتوس (بالبرتغالية: Janete dos Santos) مواليد 10 يونيو 1991، هي لاعبة كرة يد أنغولية تلعب كجناح أيسر. مثلت منتخب أنغولا لكرة اليد للسيدات. شاركت في دورة الألعاب الأولمبية الصيفية سنة 2016.

## سجل المنافسة
شاركت في البطولات التالية:
- الألعاب الأولمبية الصيفية 2016
- بطولة العالم لكرة اليد للسيدات 2015

## روابط خارجية
- جانيت دوس سانتوس على موقع اللجنة الأولمبية الدولية (الإنجليزية)
- جانيت دوس سانتوس على موقع أوليمبيديا (الإنجليزية)